# Еленія рогата

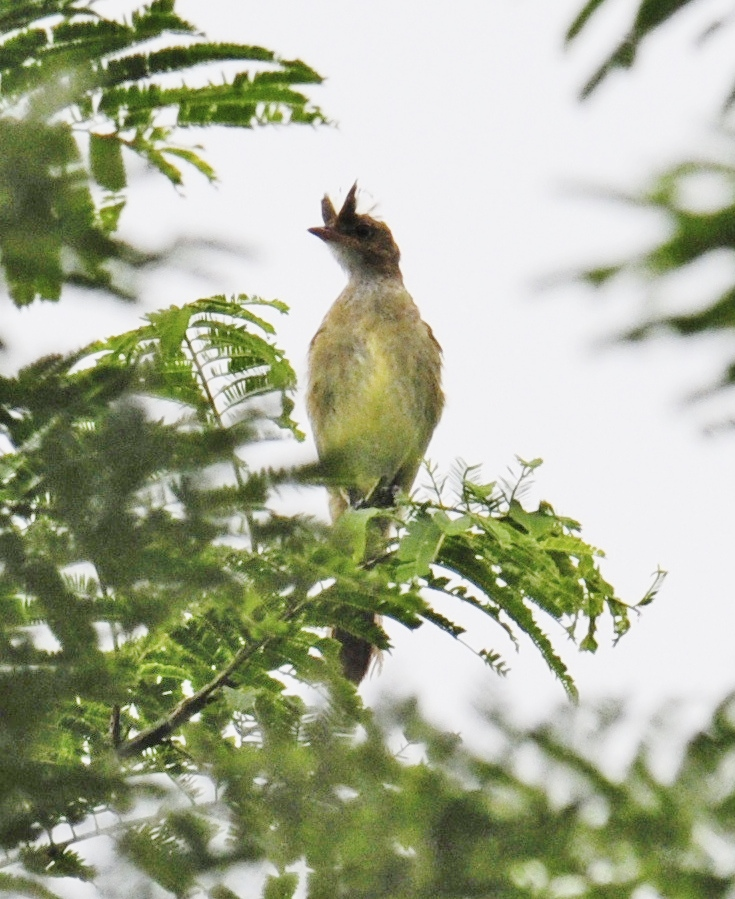
Рогата еленія

Еле́нія рогата (Elaenia gigas) — вид горобцеподібних птахів родини тиранових (Tyrannidae). Мешкає в Андах.

## Поширення й екологія
Рогаті еленії мешкають у передгір'ях на схід від Анд у Колумбії (на південь від західної Мети), Еквадорі, Перу і Болівії (Ла-Пас, Кочабамба). Вони живуть у вологих рівнинних і гірських тропічних лісах та чагарникових заростях. Зустрічаються на висоті від 250 до 1250 м над рівнем моря.